# Wahlen zum Senat der Vereinigten Staaten 1856 und 1857
Die Wahlen zum Senat der Vereinigten Staaten 1856 und 1857 zum 35. Kongress der Vereinigten Staaten fanden zu verschiedenen Zeitpunkten statt. Die Wahlen fanden parallel zur Präsidentschaftswahl 1856 statt, in der James Buchanan gewählt wurde. Vor der Verabschiedung des 17. Zusatzartikels wurden die Senatoren nicht direkt gewählt, sondern von den Parlamenten der Bundesstaatenbestimmt.
Zur Wahl standen die 21 Sitze der Senatoren der Klasse I, die 1850 und 1851 für eine Amtszeit von sechs Jahren gewählt worden oder später nachgerückt waren. Von diesen gehörten zwölf der Demokratischen Partei an, fünf der United States Whig Party, drei den Republikanern, einer der Free Soil Party. Sechs Demokraten und zwei Republikaner wurden wiedergewählt, der Senator der Free Soil wurde als Republikaner wiedergewählt. Zwei Sitze konnten die Demokraten halten, einen die Republikaner. Einen Sitz konnte die American Party, besser bekannt als Know-Nothing Party, von den Whigs erobern, einen die Demokraten, zwei die Republikaner. Außerdem konnten die Republikaner vier bisher von den Demokraten gehaltene Sitze erobern. Ein bisher von den Whigs gehaltener Sitz blieb unbesetzt, diesen konnten später die Demokraten für sich gewinnen.
Vor der Wahl hatten die Demokraten mit 40 der 62 Sitze im Senat eine solide Mehrheit, 11 Sitze hielten die Republikaner, neun die Whigs, je einen Free Soil und die Know Nothings. Die kleineren Parteien hatten sich zu einer gemeinsamen Opposition zusammengeschlossen. Nach der Wahl hatten die Demokraten 37 Sitze, die Republikaner 20 und die Know Nothings vier, ein Sitz war vakant. Die Whigs und die Free Soil Party waren im Senat nicht mehr vertreten. Bis zum Beginn der Sitzungsperiode im Dezember stieg die Zahl der Demokraten auf 38.
Zu Veränderungen nach der Wahl siehe auch Liste der Mitglieder des Senats im 35. Kongress der Vereinigten Staaten.

## Ergebnisse

### Wahlen während des 34. Kongresses
Die Gewinner dieser Wahlen wurden vor dem 4. März 1857 in den Senat aufgenommen, also während des 34. Kongresses.
| Staat        | Amtierender Senator        | Partei    | Nachwahl   | Datum         | Ergebnis                       | Neuer Senator   |
| ------------ | -------------------------- | --------- | ---------- | ------------- | ------------------------------ | --------------- |
| Delaware     | Joseph P. Comegys, ernannt | Whig      | Klasse II  | 14. Jan. 1857 | Zugewinn Demokraten            | Martin W. Bates |
| Indiana      | vakant                     |           | Klasse III | 4. Feb. 1857  | Zugewinn Demokraten            | Graham N. Fitch |
| Iowa         | James Harlan               | Free Soil | Klasse III | 29. Jan. 1857 | als Republikaner wiedergewählt | James Harlan    |
| Kalifornien  | vakant                     |           | Klasse III | 13. Jan. 1857 | Zugewinn Demokraten            | William M. Gwin |
| Maine        | Hannibal Hamlin            | Demokrat  | Klasse I   | 16. Jan. 1857 | Zugewinn Republikaner          | Amos Nourse     |
| Missouri     | vakant                     |           | Klasse III | 12. Jan. 1857 | Zugewinn Demokraten            | James S. Green  |
| Pennsylvania | vakant                     |           | Klasse III | 14. Jan. 1856 | Zugewinn Demokraten            | William Bigler  |

- ernannt: Senator wurde vom Gouverneur als Ersatz für einen ausgeschiedenen Senator ernannt, Nachwahl nötig.

### Wahlen zum 35. Kongress
Die Gewinner dieser Wahlen wurden am 4. März 1857 in den Senat aufgenommen, also bei Zusammentritt des 35. Kongresses. Alle Sitze dieser Senatoren gehören zur Klasse I.
| Staat         | Amtierender Senator | Partei       | Datum          | Ergebnis                       | Neuer Senator      |
| ------------- | ------------------- | ------------ | -------------- | ------------------------------ | ------------------ |
| Connecticut   | Isaac Toucey        | Demokrat     | 1856           | Zugewinn Republikaner          | James Dixon        |
| Delaware      | James A. Bayard     | Demokrat     | 1857           | wiedergewählt                  | James A. Bayard    |
| Florida       | Stephen R. Mallory  | Demokrat     | 1857           | wiedergewählt                  | Stephen R. Mallory |
| Indiana       | Jesse D. Bright     | Demokrat     | 1856           | wiedergewählt                  | Jesse D. Bright    |
| Kalifornien   | John B. Weller      | Demokrat     | 1856           | von Demokraten gehalten        | David C. Broderick |
| Maine         | Amos Nourse         | Republikaner | 1857           | von Republikanern gehalten     | Hannibal Hamlin    |
| Maryland      | Thomas Pratt        | Whig         | 1856 oder 1857 | Zugewinn Know Nothing          | Anthony Kennedy    |
| Massachusetts | Charles Sumner      | Free Soil    | 1857           | als Republikaner wiedergewählt | Charles Sumner     |
| Michigan      | Lewis Cass          | Demokrat     | 1857           | Zugewinn Republikaner          | Zachariah Chandler |
| Mississippi   | Stephen Adams       | Demokrat     | 1856 oder 1857 | von Demokraten gehalten        | Jefferson Davis    |
| Missouri      | Henry S. Geyer      | Whig         | 1857           | Zugewinn Demokraten            | Trusten Polk       |
| New Jersey    | John R. Thomson     | Demokrat     | 1857           | wiedergewählt                  | John R. Thomson    |
| New York      | Hamilton Fish       | Whig         | 1857           | Zugewinn Republikaner          | Preston King       |
| Ohio          | Benjamin Wade       | Republikaner | 1856           | wiedergewählt                  | Benjamin Wade      |
| Pennsylvania  | Richard Brodhead    | Demokrat     | 1857           | Zugewinn Republikaner          | Simon Cameron      |
| Rhode Island  | Charles T. James    | Whig         | 1856           | Zugewinn Republikaner          | James F. Simmons   |
| Tennessee     | James C. Jones      | Whig         |                | Verlust Whigs                  | vakant             |
| Texas         | Thomas J. Rusk      | Demokrat     | 1857           | wiedergewählt                  | Thomas J. Rusk     |
| Vermont       | Solomon Foot        | Republikaner | 1856           | wiedergewählt                  | Solomon Foot       |
| Virginia      | James M. Mason      | Demokrat     | 1856           | wiedergewählt                  | James M. Mason     |
| Wisconsin     | Henry Dodge         | Demokrat     | 1857           | Zugewinn Republikaner          | James R. Doolittle |

- wiedergewählt: ein gewählter Amtsinhaber wurde wiedergewählt.

### Wahlen während des 35. Kongresses
Die Gewinner dieser Wahlen wurden nach dem 4. März 1857 in den Senat aufgenommen, also während des 35. Kongresses.
| Staat          | Amtierender Senator | Partei       | Nachwahl   | Datum         | Ergebnis                   | Neuer Senator    |
| -------------- | ------------------- | ------------ | ---------- | ------------- | -------------------------- | ---------------- |
| New Hampshire  | James Bell          | Republikaner | Klasse III | 27. Juni 1857 | von Republikanern gehalten | Daniel Clark     |
| South Carolina | Andrew Butler       | Demokrat     | Klasse III | 7. Dez. 1857  | von Demokraten gehalten    | James H. Hammond |
| Tennessee      | vakant              |              | Klasse III | 8. Okt. 1857  | Zugewinn Demokraten        | Andrew Johnson   |

## Einzelstaaten
In allen Staaten wurden die Senatoren durch die Parlamente gewählt, wie durch die Verfassung der Vereinigten Staaten vor der Verabschiedung des 17. Zusatzartikels vorgesehen. Das Wahlverfahren bestimmten die Staaten selbst, es war daher von Staat zu Staat unterschiedlich. Teilweise ergibt sich aus den Quellen nur, wer gewählt wurde, aber nicht wie.
Das Second Party System der Parteien in den Vereinigten Staaten endete mit dem Zerfall der United States Whig Party. Neben der Demokratischen Partei gab es mehrere rivalisierende Parteien, die sich zeitweise als „Opposition“ im Kongress zusammenschlossen. Schließlich wurden die abolitionistische Free Soil Party sowie die besser als Know-Nothing Party bekannte Native American Party von der 1854 gegründeten Republikanischen Partei aufgesogen, womit das Third Party System Gestalt annahm.